# 關鍵報告 (小說)

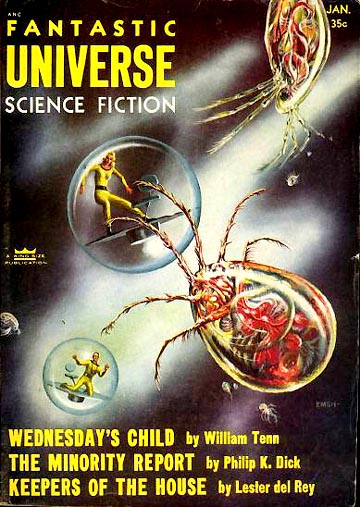
《關鍵報告》最初於1956年《Fantastic Universe》雜誌中出版

《關鍵報告》（英語：The Minority Report）是菲利普·狄克的短篇科幻小說，主要描述一個能夠預測犯罪並在罪犯犯罪以前逮捕他們的未來世界。本作初次刊登在《Fantastic Universe》1956年1月號上，并在2002年被改編為剧情上差異相當大的同名電影和遊戲。2015年推出同名電視劇，故事為電影版的十年後。

## 故事大綱
在未來，藉由突變人（Precog）的特異能力，人們能夠預測一切的犯罪（這稱為犯罪防制（Precrime）），並在它們發生前就逮捕將犯罪的人。這套系統已經運作了三十年，而且幾乎消弭了一切犯罪。犯罪防制署長約翰‧A‧安德頓（Precrime Police Commissioner John A. Anderton）某天得知自己即將殺害西方同盟邦聯陸軍（AFWA）上將里歐波‧卡普蘭（Leopold Kaplan）。但安德頓根本不認識卡普蘭，他認為這報告有問題。但是卡片會在陸軍有備份資料，他不久就會因為未來殺人而被逮捕。於是他攔截了犯罪防制署的卡片，開始逃亡。
經過一番折騰，安德頓得知卡普蘭想要利用這個「失誤」的預測破壞犯罪防制署的威信，進而解散之。這樣陸軍就可以恢復英中大戰以後失去的勢力。為了保護犯罪防制系統，安德頓只好趁著卡普蘭在 AFWA 遊行煽動退伍軍人的時候暗殺他。安德頓最後被和妻子放逐到半人馬座第十星，不過犯罪防制系統得以倖免。

### 預測犯罪
預測犯罪系統在三十年前由犯罪防制署長安德頓開發，系統以三個突變人唐娜（Donna）、傑瑞（Jerry）、麥克（Mike）為基礎，三人都有一定程度的畸形和智能障礙，他們有過大的腦葉（esp-lobe），而導致額葉的萎縮，其中一人曾被診斷有水腦症。他們身體乾癟、頭部過大，被金屬箍和電線、夾鉗固定在一個特別設計的高背椅上，他們的生理需求會自動得到處理，而且沒有精神需求。突變人整天胡亂地發出沒有意義的喃喃自語。這些話語經過分析、比較、重新組合，然後會被迻譯、紀錄到傳統的打洞卡上，藉此找出將要犯罪的人與受害者。預測的時間範圍不超過一兩個星期。紀錄著犯罪者姓名的卡片會在陸軍總司令部有一份副本，以避免犯罪防制署有所疏失或瀆職。卡普蘭之所以能收到報告就是因為如此。

### 多數報告與少數報告
這系統之所以有三個人，是因為當要檢查預測的正確性時，若其中二人有不同的答案，則根據統計學的研究，解決的方法是以第三人的答案進行檢查，方能得到有兩人的預測支持的「多數報告」（majority report），預測和兩人不同的則稱為「少數報告」（minority report，就是小說的名稱）。而若有兩人的答案相同，其正確機率將相當高，反過來說兩人皆錯的機率是很低的。這套系統在運行時，通常是兩人產生一分多數報告，另一人產生略有差異的少數報告，差異通常是在時間和地點上。複數未來理論可以解釋這個現象，即未來有許多種可能，而突變人分別看見不同的未來，才產生不同的預測。
安德頓的情況則較為特別，因為安德頓預先得知自己將殺人，所以未來的時間路徑有了特異的分歧。三個報告皆是少數報告，但電腦認為其中麥克與唐娜的報告已經有構成多數報告的條件。
唐娜的報告
卡普蘭手下的軍情局情報員在安德頓下班後綁架他到卡普蘭的別墅，卡普蘭威脅安德頓解散犯罪防制系統，否則將與陸軍為敵。安德頓向參議院尋求支援，但是失敗了。為避免內戰，參議院解散警察系統，回歸軍法以因應非常狀況。安德頓於是率領一批警察攻擊並射殺了卡普蘭。
傑瑞的報告
大體和唐娜相同，但是安德頓預先得知自己將殺人。在這條時間路徑裡，安德頓只是想保住自己的工作和性命，並未殺了卡普蘭。
麥克的報告
在得知唐娜的報告之後，安德頓決定不殺卡普蘭，這導致傑瑞的報告產生。但得知傑瑞的報告以後，安德頓又決定殺了卡普蘭（符合唐娜的預測），才不會讓犯罪防制系統崩潰。這份報告讓傑瑞的報告失效，而這報告是正確的，因為之後沒有新報告讓它失效。
唐娜與麥克的報告皆提到安德頓殺了卡普蘭，於是產生了疑似多數報告的誤導。實際上是，唐娜與麥克預見相同結果但是不同情境下發生的事件。

## 電影與衍生作品
- 2002年電影關鍵報告由史蒂芬·史匹柏執導，湯姆·克魯斯主演，其內容以小說為基礎改編而來。
- 以電影內容為基礎的電子遊戲關鍵報告同樣在2002年由 Activision 發行。

电影和原著主要的不同如下：
- 原著的故事以紐約市为背景，電影則以華盛頓特區、巴爾的摩和北維吉尼亞為背景。
- 原著中提及了一些太空殖民和星際旅行的事情，顯然那時人們已經把觸角深入鄰近的宇宙區域；電影中則沒有提及。
- 原著中的約翰‧安德頓是個發明了犯罪防制系統，年屆五十、禿頭、身材走樣的警官；電影中的安德頓则是約三十歲，沒有禿頭，英俊而健壯，而且是在兒子被綁架以後才加入犯罪防制署的。
- 原著中被犯罪防制署「供奉」的三個突變人叫作唐娜、傑瑞和麥克，有畸形和智能障礙，可以梦見未來的各種犯罪；電影裡的三個突變人則叫作阿嘉莎、達許和亞瑟[1]，聰慧[2]但是只能夢見謀殺案。電影最後這三人不再工作了，到鄉下自由而安祥地生活。
- 原著中突变人预言安德頓要殺的人是想要敗壞犯罪防制署的名譽以替軍方爭取更多權力的里歐波‧卡普蘭上將，安德頓最後為了不使犯罪防制署名譽掃地殺了他；電影中突变人预言安德頓要殺的则是一個叫里歐‧克羅（Leo Crow）的人。安德頓之後發現克羅只是一個避免自己的上級拉馬‧伯吉斯（Lamar Burgess）幾年前犯下的謀殺案被發現的计划的一部分。最後，伯吉斯在与安德頓正面對抗后自殺，並且毀滅了犯罪防制系統。
- 原著中安德頓從打洞卡读取突變人的少數報告；電影中安德頓綁架了一個突變人以瞭解她的報告。
- 原著以安德頓與妻子莉莎（Lisa）在謀殺卡普蘭之後被流放到半人馬座的星際殖民地結束。電影以這對夫妻在陰謀結束之後重逢，而且期望著他們的第二個孩子结束。[3][4]